# Dziekanowice (Myślenice)
Pour les articles homonymes, voir Dziekanowice.
Dziekanowice est une localité polonaise de la gmina de Dobczyce, située dans le powiat de Myślenice en voïvodie de Petite-Pologne.